# Suzutsuki
Il Suzutsuki (涼月? lett. "La luna più fredda") è stato un cacciatorpediniere della Marina imperiale giapponese, terza unità della classe Akizuki. Fu varato nel marzo 1942 dai cantieri Mitsubishi a Nagasaki.
Appartenente alla 61ª Divisione, trascorse quasi tutto il 1943 in missioni di scorta a convogli o singoli mercantili, a gruppi delle flotte da battaglia imperiali tra la base di Truk e le isole metropolitane e in saltuarie missioni di trasporto truppe o materiali in specie nel Pacifico centrale. Nel gennaio 1944 fu assai gravemente danneggiato da un sommergibile nemico e rimase in riparazione fino a ottobre ma, alla prima missione, fu di nuovo silurato e perse la prua per la seconda volta: queste due contingenze gli impedirono di partecipare alle battaglie del Mare delle Filippine (19-20 giugno) e del Golfo di Leyte (23-25 ottobre). Transitato alla 41ª Divisione, fu invece uno degli otto cacciatorpediniere che presero parte alla suicida operazione Ten-Go (6-7 aprile 1945); ne uscì malconcio con la prua quasi spezzata e non fu riparato, rimanendo a Sasebo. Dopo la resa del Giappone gli Stati Uniti se ne impossessarono, ma lo demolirono nell'immediato dopoguerra.

## Servizio operativo

### Costruzione
Il cacciatorpediniere Suzutsuki fu ordinato nell'anno fiscale edito dal governo giapponese nel 1939. La sua chiglia fu impostata nel cantiere navale della Mitsubishi, a Nagasaki, il 15 marzo 1941 e il varo avvenne il 4 marzo 1942; fu completato il 20 dicembre dello stesso anno. Una fonte sostiene invece date un poco posteriori: 9 marzo 1942 per il varo e 29 dicembre dello stesso anno per il completamento. Il comando fu affidato al capitano di fregata Shizuo Akazawa e il 15 gennaio 1943 l'unità fu assegnata alla 61ª Divisione cacciatorpediniere, dipendente dalla 10ª Squadriglia a sua volta inquadrata nella 3ª Flotta – la componente aeronavale della Flotta Combinata. La divisione comprendeva già il gemello Akizuki e integrò lo stesso giorno l'Hatsuzuki.

### 1943
Il 3 febbraio il Suzutsuki imbarcò il comandante della divisione, capitano di vascello Ranji Ōe, con il relativo stato maggiore. Poiché l'Akizuki era fuori combattimento a causa dell'attacco di un sommergibile, il Suzutsuki si esercitò con il solo Hatsuzuki; in un momento imprecisato i due cacciatorpediniere si spostarono a Saeki e ne partirono il 22 marzo con il Kagero, lo Yugure e le portaerei Junyo e Hiyo alla volta di Truk, importante base d'oltremare. Raggiunta il 27, il Suzutsuki e il gregario caricarono materiali da costruzione e salparono il 29 per recarli alla piazzaforte di Rabaul più a sud, quindi il 6 aprile tornarono all'atollo; le due unità lasciarono Truk il 17 maggio al seguito di una parte della flotta da battaglia, richiamata a Yokosuka per organizzare una controffensiva nel settore della remota isola di Attu, sulla quale era sbarcata una divisione statunitense. La città fu toccata il 22 ma, siccome la guarnigione giapponese fu annientata il 29, ogni piano di sortita fu annullato: il Suzutsuki e l'Hatsuzuki trascorsero giugno impegnati in varie esercitazioni, poi tra il 10 e il 15 luglio rientrarono a Truk assieme alla 3ª Flotta. Il 19 furono aggregati agli incrociatori Mogami, Agano, Oyodo e alla portaidrovolanti Nisshin in un'importante missione di trasporto truppe a Rabaul, dove si fermarono il 21; il giorno dopo il Suzutsuki assunse il comando di una spedizione navale con il gemello e altre navi verso l'isola di Buka, dove furono fatti scendere reparti di fanteria, dopodiché la menomata 61ª Divisione riaccompagnò gli incrociatori a Truk prima della fine del mese. Il Suzutsuki e l'Hatsuzuki salparono poco dopo in direzione delle isole Palau per prendere in consegna un convoglio di petroliere, di cui protessero il viaggio inverso tra il 30 luglio e il 3 agosto; tra l'8 e il 10, invece, scortarono gli incrociatori pesanti Myoko e Haguro impegnati in un trasferimento di truppe a Rabaul. Riguadagnata Truk, il 27 agosto furono assegnati alla difesa dell'incrociatore leggero Kashima nell'andata e ritorno dall'atollo di Kwajalein.
A metà settembre la Quinta Flotta statunitense effettuò una serie di incursioni aeronavali nel Pacifico centrale e, da Truk, la flotta da battaglia nipponica si preparò a intervenire; il 18 il Suzutsuki e il gregario salparono al seguito delle altre unità, ma arrivati nell'area dell'atollo di Eniwetok i giapponesi constatarono il ripiegamento dell'avversario e, il 25, erano di nuovo in rada. Un mese più tardi un'altra sortita in massa verso Eniwetok fu ripetuta dalla 2ª e 3ª Flotta, sulla scorta di informazioni di intelligence, per anticipare gli statunitensi e agganciarli in battaglia: tuttavia non si palesò alcuna formazione americana e tutte le navi, compresa la 61ª Divisione, tornarono a Truk per il 26 ottobre. Il 1º novembre il comandante del Suzutsuki, Akazawa, fu promosso capitano di vascello e, tra il 12 e il 15, si coordinò con l'Hatsuzuki nelle operazioni di soccorso all'incrociatore leggero Agano, duramente colpito da un sommergibile al largo dell'atollo. Il 24 novembre i due cacciatorpediniere fecero parte di una squadra d'intervento inviata in direzione delle isole Marshall per scendere poi sulle isole Gilbert, investite dalla Quinta Flotta statunitense e da due divisioni: l'uscita in mare, però, fu tardiva e il 5 dicembre il Suzutsuki e le altre navi erano già ritornate alla base. Intanto l'Akizuki era stato rimesso in efficienza, ma non fece in tempo a riunirsi ai gregari che, il 7, salparono alla volta di Kure di scorta alla portaerei Zuikaku e all'incrociatore pesante Chikuma: arrivati a destinazione cinque giorni dopo, il Suzutsuki accolse il nuovo comandante della divisione, capitano di vascello Mitsuyoshi Tomari. Trattenutisi una decina di giorni nelle acque metropolitane, il 24 dicembre il Suzutsuki e il gemello partirono da Unajima al fianco dell'incrociatore ausiliario/trasporto Akagi Maru, carico di truppe per l'isola di Wake.

### 1944

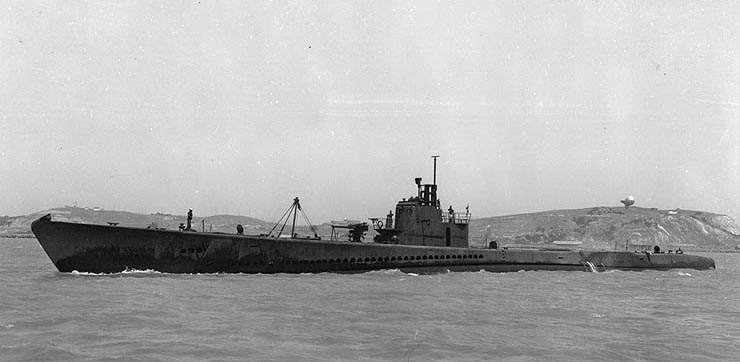
Lo Sturgeon andò vicino a colare a picco il Suzutsuki all'inizio del 1944

La traversata fu tranquilla e la discesa delle truppe a Wake non incontrò ostacoli; le tre unità fecero ritorno senza incidenti a Kure il 9 gennaio 1944 e, il giorno successivo, il comando del Suzutsuki passò nelle mani del capitano di fregata Noboru Seo, cui spettò ripetere la missione di rinforzo a Wake. La 61ª Divisione (sempre senza l'Akizuki) e l'Akagi Maru partirono il 15 gennaio da Unajima ma, questa volta, incapparono nell'agguato del sommergibile USS Sturgeon; due siluri con rotte divergenti investirono sul lato di destra il Suzutsuki, che si ritrovò senza prua e senza poppa. Le esplosioni uccisero sul colpo 135 uomini, incluso l'appena nominato capitano Seo e il comandante di divisione, e ottantanove tra i soldati che il cacciatorpediniere aveva prelevato in Giappone. Il Suzutsuki, tuttavia, non affondò pur con gli alloggi dell'equipaggio e la sala motore numero 1 allagati. L'Hatsuzuki lo trainò fino a Kure, dove si ormeggiò il 18 gennaio per lunghe, laboriose riparazioni. Nel corso del processo, l'unità fu anche potenziata nelle dotazioni. Il direttore del tiro Type 94 poppiero fu rimosso per fare spazio a un'installazione tripla di cannoni Type 96 da 25 mm; sull'albero tripode di poppavia comparve un radar Type 13, specifico per la scoperta aerea, e la riserva di bombe di profondità fu accresciuta a settantadue ordigni.
Transitato al comando del capitano di fregata Nagahide Sugitani il 10 luglio, il Suzutsuki tornò in servizio il 12 ottobre e fu immediatamente riassegnato al servizio di protezione delle vie marittime, operando slegato dalla divisione d'appartenenza. Salpato il 16 da Ōita nella scorta di un convoglio diretto all'isola di Formosa, il suo viaggio si concluse presto: all'altezza di Toizaki il sommergibile USS Besugo lo centrò con un siluro nella murata di babordo, che asportò di netto la prua; lo scoppio, inoltre, rese inservibile la turbina di destra. Un secondo ordigno impattò un poco più indietro ma non si innescò, pur aprendo una falla. Comunque il Suzutsuki sopravvisse nuovamente, fu rimorchiato a Kure e raddobbato. Probabilmente, in questa occasione, l'arsenale aggiunse due impianti tripli di cannoni da 25 mm ai lati della torre di comando. Intanto i gregari Akizuki e Hatsuzuki erano stati affondati nelle ultime azioni della battaglia del Golfo di Leyte e, così, il Suzutsuki tornò operativo l'11 novembre nei ranghi della 41ª Divisione, già comprendente il Fuyuzuki e lo Shimotsuki: il reparto era alle dipendenze della 2ª Squadriglia, 2ª Flotta, ma il 25 novembre perse lo Shimotsuki a causa di un battello subacqueo americano. Il 23 del mese il Suzutsuki e il Fuyuzuki intrapresero una lunga missione di scorta alla portaerei Junyo: essa navigò sino a Manila, vi scaricò truppe e materiali, quindi fece una tappa alla base militare di Mako ai primi di dicembre dove si aggregò la nave da battaglia veloce Haruna. Il 9 tutte le unità arrivarono a Kure e, da allora, la 41ª Divisione rimase nel Mare interno di Seto, tra sessioni di addestramento e periodiche manutenzioni.

### 1945

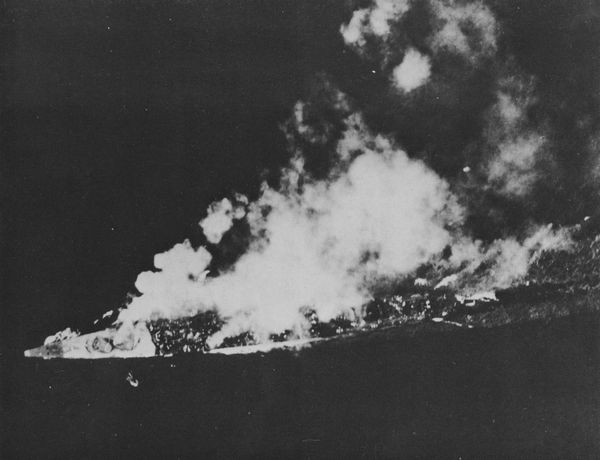
Il Suzutsuki durante l'operazione Ten-Go: fu gravemente danneggiato dopo lo scatto di questa foto

Il Suzutsuki incrementò nuovamente la contraerea di bordo all'inizio del 1945 con ben venti Type 96 da 25 mm, tutti su affusto singolo e distribuiti sul ponte di coperta. L'unico evento di rilievo nella carriera del Suzutsuki, in questi mesi, fu la sostituzione del comandante Sugitani con il capitano di fregata Toshio Hirayama.
Il 1º aprile la 10ª Armata statunitense, appoggiata da una colossale flotta, effettuò un grande sbarco a Okinawa. La Marina imperiale organizzò pertanto una disperata sortita generale della molto indebolita 2ª Flotta, capeggiata dalla nave da battaglia Yamato: lo scopo dell'attacco era far arenare la corazzata e le navi che l'accompagnavano a Okinawa (l'incrociatore leggero Yahagi e otto cacciatorpediniere, compresa la 41ª Divisione) in modo tale da appoggiare la guarnigione con i cannoni di bordo. Sembra anche che ulteriore obiettivo fosse attirare quanto più possibile delle forze aeree imbarcate americane per sgombrare il campo a un pianificato, massiccio attacco kamikaze. La missione cominciò il 6 aprile e, nello schieramento della squadra, il Suzutsuki e il Fuyuzuki furono collocati al traverso della Yamato, al centro. Dopo poche ore, la squadra giapponese fu localizzata da un sommergibile; la mattina del 7 aprile un ricognitore statunitense individuò con precisione le unità giapponesi, che allora si trovava a sud di Sasebo. Per diverse ore i gruppi imbarcati statunitensi si accanirono sulla squadra e all'inizio il Suzutsuki riuscì a evadere gli assalti ma, alle 13:08, una bomba penetrò i ponti sul lato di destra tra le due torrette di prua; numerosi proietti da 100 mm esplosero e cinquantasette marinai rimasero uccisi. Dalla falla, però, si ingolfò l'acqua che spense gli incendi ed evitò una possibile deflagrazione dei depositi di munizioni. Un secondo ordigno cadde a poca distanza dalla poppa, senza provocare altri danni. Con la prua semiaffondata e ancora attaccata, il Suzutsuki ripiegò indietro tutta con trentaquattro feriti, protetto dai superstiti Fuyuzuki, Yukikaze e Hatsushimo carichi dei naufraghi delle altre unità distrutte: riguadagnò Sasebo il pomeriggio dell'8 aprile e si ormeggiò alla banchina 7. Le maestranze dell'arsenale intrapresero subito il raddobbo ma il 5 maggio esso fu interrotto per reindirizzare le scarse risorse alla costruzione di armi suicide, che avevano ricevuto la priorità. Lo squarciato Suzutsuki fu dunque spostato in una piccola cala del porto naturale di Sasebo; il 15 il capitano Hirayama lasciò il comando dell'unità e il 1º giugno la 41ª Divisione, in seguito allo scioglimento della 2ª Squadriglia, passò agli ordini della 31ª Squadriglia di scorta, direttamente subordinata alla Flotta Combinata. Si trattò, in ogni caso, di una pura formalità per il Suzutsuki, riclassificato il giorno 10 come pontone antiaereo galleggiante e il 5 luglio come nave della riserva (uscendo così dall'ordine di battaglia della 41ª Divisione).

## Destino finale
Il Suzutsuki fu consegnato in questo stato alle autorità d'occupazione statunitensi in agosto, dopo l'accettazione formale dell'ultimatum di Potsdam avvenuta il 15. Mai riparato neppure dagli americani, il 20 novembre fu depennato dai ruoli della Marina imperiale e subito dopo fu privato di ogni arma e attrezzatura militare; in ogni caso non partecipò alla colossale opera di rimpatrio di militari e civili giapponesi, sparpagliati in Asia orientale e avviata già alla fine del 1945. Non figurò neppure nelle liste di naviglio leggero che le potenze vincitrici si spartirono nel corso di quattro incontri, avvenuti al quartier generale dello SCAP, e non fu quindi ceduto a nessuna di esse.
Cosa sia avvenuto di preciso al cacciatorpediniere non è chiaro: una afferma che nel luglio 1948 fu zavorrato e mandato a fondo come frangiflutti a Wakamatsu-ku. Per un'altra fu in effetti riutilizzato in questo modo ma, in seguito, fu recuperato e avviato alla demolizione. Una terza fonte dichiara, al contrario, che già prima della fine del 1945 il Suzutsuki risultava essere in corso di rottamazione.